# Sokolsky (huyện của Volgograd)
Huyện Sokolsky (tiếng Nga: ? райо́н) là một huyện hành chính tự quản (raion), của Tỉnh Vologda, Nga. Huyện có diện tích 4180 kilômét vuông, dân số thời điểm ngày 1 tháng 1 năm 2000 là 15300 người. Trung tâm của huyện đóng ở Sokol.